# MBC 퀸
MBC 퀸(MBC Queen)은 대한민국의 MBC 플러스 미디어가 운영했던 텔레비전 채널이다. 2013년 1월 1일 기존 MBC 라이프가 장르를 전환하여 재개국한 채널이다. 채널의 표어는 'What Women Want'이다.
MBC 퀸의 목표 시청자는 25세에서 45세 사이의 여성이며, 뷰티·패션·연예·드라마·오락 등 다양한 장르의 콘텐츠를 방송한다. MBC 퀸에서는 MLB 경기 중계 역시 MBC 스포츠플러스와 함께 수시로 편성했다.
2016년 한국인 메이저리거의 증가로 인한 추가 중계 편성을 위하여 3월 28일 정오에 MBC 스포츠플러스 2로 변경되었다.